# Jan Kopic
Jan Kopic (Humpolec, 4 giugno 1990) è un calciatore ceco, centrocampista del Viktoria Plzeň.

## Caratteristiche tecniche
Trequartista, può adattarsi al ruolo di esterno destro.

## Carriera

### Club
Ha giocato nella prima divisione ceca.

### Nazionale
Il 3 giugno 2014 esordisce con la nazionale ceca nell'amichevole Repubblica Ceca-Austria (1-2).

## Palmarès

### Club

#### Competizioni nazionali
- Campionato ceco: 2

Viktoria Plzeň: 2015-2016, 2017-2018
- Coppa della Repubblica Ceca: 1

Jablonec: 2012-2013
- Supercoppa della Repubblica Ceca: 2

Jablonec: 2013
Viktoria Plzeň: 2015